# Arrondissement de Vico
L'arrondissement de Vico est un ancien arrondissement français du département du Liamone (actuel Corse-du-Sud) créé le 17 février 1800 et supprimé (intégré à l'arrondissement d'Ajaccio) en 1811, lors de la restauration du département de la Corse.

## Composition
Il comprenait les cantons de Cruzini, Niolo, Orcino, Sevidentro, Sevinfuori, Sorroinsù et Vico.

## Liens
http://www.napoleon-series.org/research/almanac/c_chapter10.html